# Judah HeHasid
Judah he-Hasid Segal ha-Levi (em hebraico:  יְהוּדָה‎ הֶחָסִיד; Siedlce, c. 1660 – Jerusalém, 17 de outubro de 1700) foi um pregador judeu que liderou o maior grupo organizado de imigrantes judeus para a Terra de Israel nos séculos XVII e XVIII.

## Partida da Europa
Judah viajava de uma comunidade judaica para outra por toda a Polônia, instando ao arrependimento, ao ascetismo, às mortificações físicas e convidando para a aliá. Ele e seus seguidores tomavam banhos gelados, jejuavam durante o dia e comiam apenas pão com azeite, dormiam duas horas por noite, dedicando o resto do tempo ao estudo do Talmude. Foi muito criticado na sinagoga de Pinczow, quando defendeu o caráter messiânico de Sabbatai Zevi e passou a adotar um discurso mais moderado, evitando elementos sabateanos.
Em 1697, ele e 31 famílias de seus seguidores partiram para a Morávia e fizeram escala em Nikolsburg. Judah passou um ano viajando pela Alemanha e pela Morávia recrutando seguidores. Muitos aderiram ao grupo influenciados por seu fervor. Quando se reuniram na Itália, o grupo somava cerca de 1.500 pessoas.
Quase um terço dos peregrinos morreu em função de dificuldades e doenças durante a viagem. No caminho, contraíram dívidas e, em troca da permissão para entrar no Império Otomano, foram obrigados a dar garantias financeiras às autoridades turcas em nome da comunidade judaica de Jerusalém.

## Chegada em Jerusalém

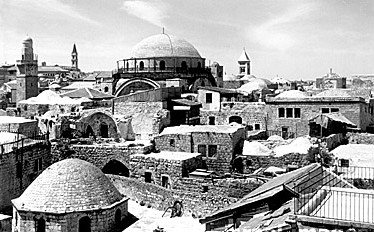
A cúpula da Sinagoga Churba ergue-se acima do Bairro Judeu da Cidade Antiga de Jerusalém. Foto de antes de 1948.

O grupo chegou a Jerusalém em 14 de outubro de 1700. Naquela época, cerca de 200 asquenazes e cerca de 1.000 judeus sefarditas viviam na cidade, principalmente de caridade da diáspora judaica. O súbito afluxo de 500 a 1.000 asquenazes produziu uma crise: a comunidade local não seria capaz de ajudar um grupo tão grande. Além disso, alguns dos recém-chegados foram reconhecidos como sabateanos, a quem os judeus locais viam com hostilidade na região. A situação piorou quando Judah He-Hasid morreu em 17 de outubro de 1700, apenas três dias após sua chegada a Jerusalém, e o grupo começou a se dispersar.
Emissários foram enviados ao Conselho das Quatro Terras em busca de ajuda, que não chegou. Foi sepultado no Monte das Oliveiras.

## Legado
Após a sua morte, alguns dos judeus asquenazes mudaram-se para outras cidades (principalmente para outras cidades sagradas judaicas além de Jerusalém: Hebrom, Tiberíades e Safed). Outros começaram a se vestir como sefarditas ou se converteram ao cristianismo.
Pobres e sem liderança, os remanescentes pegaram mais empréstimos e compraram um lote de terra no bairro judeu onde construíram abrigos para os mais pobres e reformaram uma antiga sinagoga destruída, que havia no bairro. Mas por não terem honrado os empréstimos, a sinagoga foi queimada e destruída pelos árabes em 1720 e o grupo remanescente foi expulso de Jerusalém. A sinagoga ficou conhecida como Hurvat Yehudah He-Hasid (Ruínas de Judah He-Hasid). O local foi reconstruído em 1864 pelos Perushim, tornando-se a principal sinagoga asquenaze de Jerusalém. O prédio foi destruído pela Legião Árabe em 1948. Foi então reconstruído e reinaugurado em 2010.
HeHasid não deixou nenhuma obra ou sermão escrito, apenas anotações ou fragmentos, mas relatos de seus contemporâneos registram sua habilidade em mobilizar massas por sua oratória. Para o historiador Ben-Zion Dinur, a aliá de Judah HeHasid inaugura a Idade Moderna da história dos judeus, sendo um evento precursor do sionismo.